# Mari Pau Corominas
Mari Pau Corominas i Guerin (katalanisch; kastilische Schreibweise: María Paz Corominas Guerín; * 2. Juni 1952 in Barcelona) ist eine ehemalige spanische Wettkampfschwimmerin und Olympiateilnehmerin.

## Leben
Mari Pau Corominas wuchs in einer Familie, in der viel Sport getrieben wurde, mit sechs Geschwistern auf. Man spielte Tennis und ging zum Skifahren in die Berge. Sie erhielt keinen Schwimmunterricht, aufgrund ihrer Leistungen wurde jedoch ihr Talent erkannt. „Wenn ich vierzig Sekunden brauchte, benötigte die Zweite fünfzig,“ sagte sie über sich. Der Sportlehrer am Colegio Betania, wo sie trainierte, sprach ihren Vater an, den Direktor einer Textilfirma. Der Verein engagierte daraufhin als erster in Spanien einen ausländischen Trainer, den Niederländer Kees Oudusgest. Im ersten Jahr wurde sie Dritte, im Jahr darauf und weitere vier Jahre spanische Meisterin. Sie stellte neun nationale Rekorde auf, nicht nur in ihrer Spezialdisziplin, dem Rückenschwimmen, sondern auch im Freistil, dem Lagenschwimmen und in der Staffel. 1966 war sie die erste spanische Finalistin bei Europameisterschaften.
Für die olympischen Spiele 1968 in Mexiko-Stadt wurde sie im Alter von sechzehn Jahren für Spanien nominiert. Zur damaligen Zeit spielte Spanien eine Außenseiterrolle im internationalen Frauensport. Zudem war der spanische Sport extrem von Männern dominiert. Das spanische Olympiateam bestand aus 122 Männern und nur zwei Frauen: Neben Mari Pau Corominas noch Pilar Von Carsten, ebenfalls eine Schwimmerin. Mari Pau Corominas erreichte das Finale im Rückenschwimmen und wurde Siebte.
Die spanische Gesellschaft habe es Frauen zu jener Zeit schwer gemacht, Sport zu treiben, so Mari Pau Corominas. Innerhalb des Schwimmsports sei sie zwar gut behandelt worden, aber ihre Mutter sei von Freundinnen angesprochen worden, wie sie es der Tochter erlauben könne, Leistungssport zu treiben. Sie werde muskulös und übermäßig hart davon. Die Mutter habe geantwortet, dass sie kein Problem sehe. Zwei spanische Schwimmerinnen, Isabel Castañé und Rita Pulido, hatten bereits an den olympischen Spielen 1964 in Tokio teilgenommen. Bei den Frauenmeisterschaften hätte jedoch der Sport nicht die angemessene Rolle gespielt. Es habe sogar Miss-Wahlen zur Wahl der attraktivsten Sportlerin gegeben.
Ihre erfolgreiche Olympiateilnahme trug dazu bei, dass sich das Ansehen des Frauensports in Spanien verbesserte. Es gab Presseberichte, und sie wurde zu Empfängen eingeladen, unter anderem auch beim Diktator Francisco Franco. Zweimal, 1966 und 1968, wurde sie zur besten spanischen Sportlerin gewählt. Dennoch kamen danach Jahre des Niedergangs im spanischen Frauenschwimmen. Einige ihrer Rekorde hielten acht und zehn Jahre, bis sie von Silvia Fontana gebrochen wurden.
Nach ihrem Erfolg bei den olympischen Spielen zog sie in die Vereinigten Staaten und trainierte dort unter Doc Counsilman an der Seite von Mark Spitz. Das für ihre Konstitution übermäßig harte und nach heutigen Maßstäben dilettantische Training verursachte ihr jedoch gesundheitliche Probleme. Bei den Europameisterschaften 1970 in Barcelona stellte sie fest, dass sie sich nicht so verbessert hatte, wie sie es sich vorgenommen hatte. So beendete sie ihre Sportkarriere und begann ein Studium der Wirtschaftswissenschaft.